# 高雄市文化中心
22°37′36.3″N 120°19′3.8″E / 22.626750°N 120.317722°E

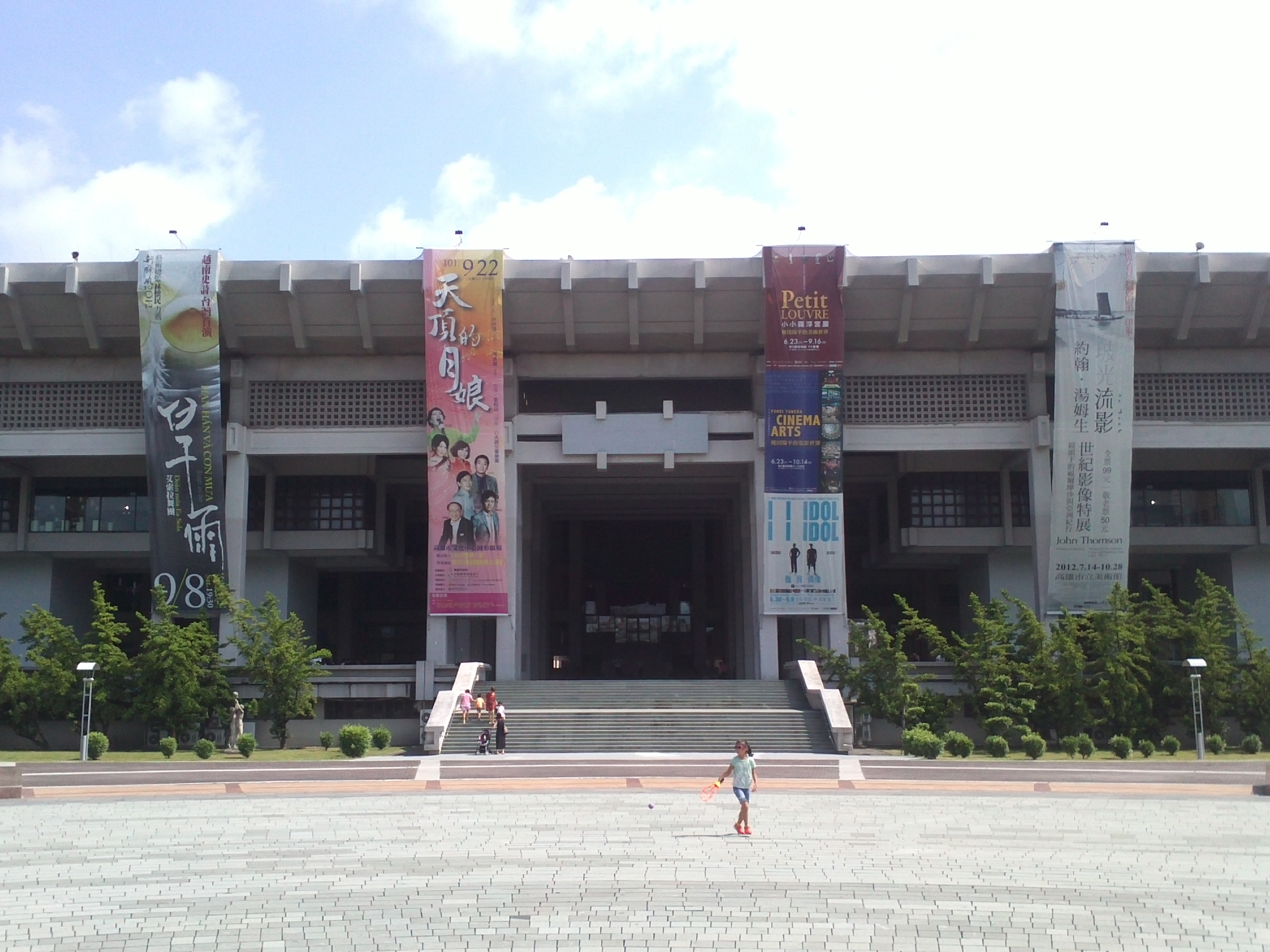
文化中心

高雄市文化中心（舊名高雄市立中正文化中心）是位於高雄市苓雅區五福一路的一座大型表演展覽場地，佔地約十三甲餘（13公頃），建築形式為有中式建築特徵的粗野主義建築，在國家兩廳院落成啟用前，曾為台灣最大的現代化演藝廳。此文化中心同時也是高雄市政府文化局的辦公地點。

## 歷史

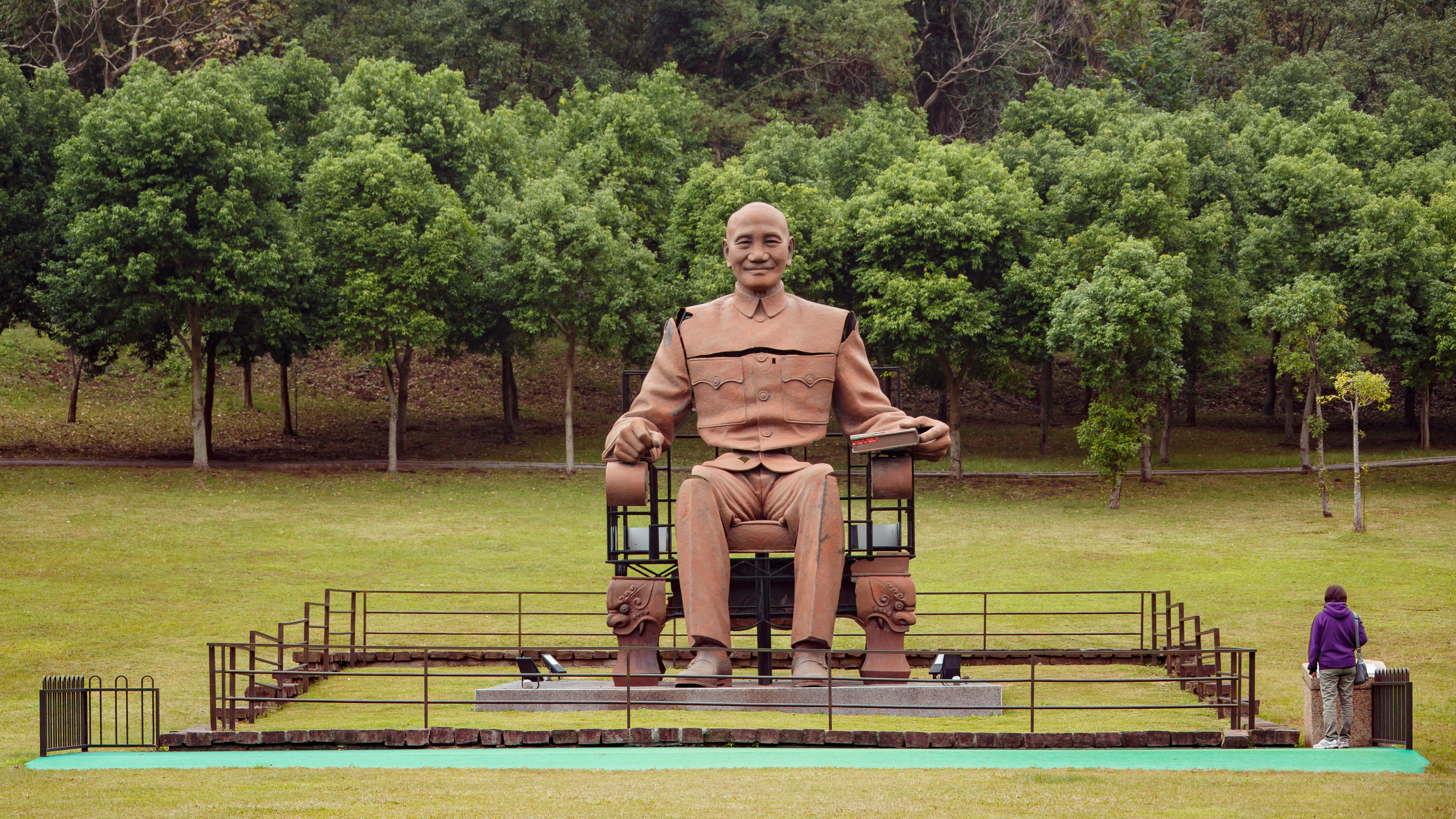
2007年被拆卸至桃園市大溪區慈湖紀念雕塑公園置放的原高雄市中正文化中心大廳蔣中正銅像殘部

高雄市文化中心籌設於1975年，選定地點是林德官的「17號公園」預定地，其中園區部分土地（約略為今日園區靠近五福和平路口處）曾為一座附有看台的棒球場，1971年起興建，並於1974年落成，最終於1980年報議會同意後拆除。原規畫北至五福路，南至四維路，東至和平路，西至光華路，預定地內大多為違建，在違建戶籍該選區之高雄市議員的要求下，高雄市政府決定「減半徵收」；高雄市議員湯阿根隨即表示，進步的城市就要有大型的公園。
中正文化中心原本命名為「中正堂」，高雄市政府並於籌設期間成立「高雄市中正堂興建委員會」，1975年對外進行徵圖，並由專家學者修澤蘭、張紹載、賀陳詞、王錦堂、朱潽英、許仲川進行評圖；但由於1975年蔣中正總統逝世，曾一度將異名為「中正紀念堂」、「中正紀念館」，而鄰近的四維國小校歌第3句至今仍保持著「東鄰中正紀念堂」，但因與於台北市籌建中的中正紀念堂撞名而未完全採納，1980年時因配合十二項建設中的「文化中心」項目，將設施正式命名做「高雄市立中正文化中心」。
興建工程於1977年4月開始，由建築師王昭藩、翁金山設計主導。1980年正式命名為「高雄市立中正文化中心」後，於同年11月4日成立「高雄市中正文化中心籌備處」，蔡榮桐先生為首任處長，文化中心於1981年4月5日（蔣中正過世六週年）正式落成啟用。此外，因落成前後適逢原高雄市升格為院轄市之組織調整過渡期間，文化中心在落成前至落成初期，高雄市政府衛生局、工務局及地政處也曾暫借於此處辦公。
1996年12月15日，在經過一連串工程糾紛與監察院糾正之後，園區建築南側由工務局興辦的地下停車場正式啟用。
1983年5月13日奉行政院核定成立「高雄市中正文化中心管理處」綜理其圖書館、展覽、演藝活動、園區管理等藝文業務，置簡任10至11職等處長1人，總員額為55人；1990年8月6日調整全銜為「高雄市立中正文化中心管理處」，為高雄市政府教育局所屬二級機關。
2003年1月1日高雄市政府文化局成立，並將辦公空間設於文化中心，而原教育局所屬二級機關「高雄市立中正文化中心管理處」改隸為文化局內部單位「中正文化中心管理處」。
2007年3月14日，時逢去蔣化運動勃興，高雄市政府考量去政治化並使園區回歸藝文本質，於市政會議決議「高雄市立中正文化中心」正名為「高雄市文化中心」，並移除主建築大廳之蔣中正銅像，管理單位文化局「中正文化中心管理處」更名為「文化中心管理處」。
2010年12月25日高雄市縣合併進行組織調整，文化中心管理處納編大東文化藝術中心、高雄市音樂館業務，附設圖書館業務移撥高雄市立圖書館；2017年納編岡山文化中心業務。

## 建築與設施

### 主建築
主體建築位於園區中軸線上，位於園區南側並與北側的圓形廣場相望，主體建築有4200坪，源自於現代化中式建築風潮，建築元素以斗栱、椽梁的簡化意象呈現。

#### 大廳

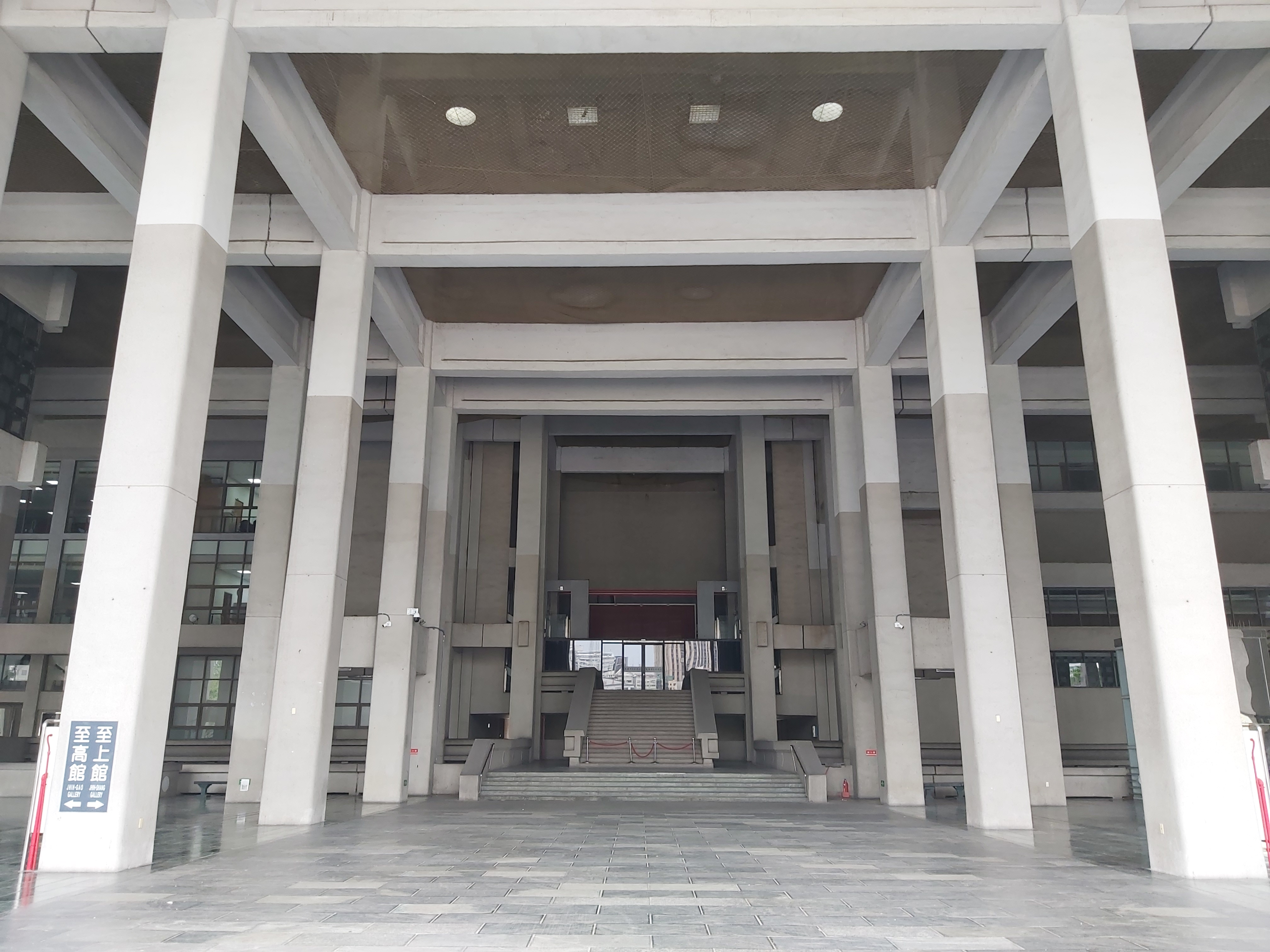
2024年的大廳

主建築自中央階梯而上為一大廳，大廳中軸線還有一階梯而上，原有一座高6.4公尺的蔣中正銅像，銅像出自林木川之手；2007年3月配合文化中心更名，銅像拆解後移置桃園慈湖紀念雕塑公園重組展示，主建築立面匾額上右書「永懷領袖」四字也隨之去除，無字匾的情形直到2020年上旬加上楷體左書「高雄市文化中心」字樣，並由原本的水泥底色，改為與五福路大門牌匾一致的藍底棕框。

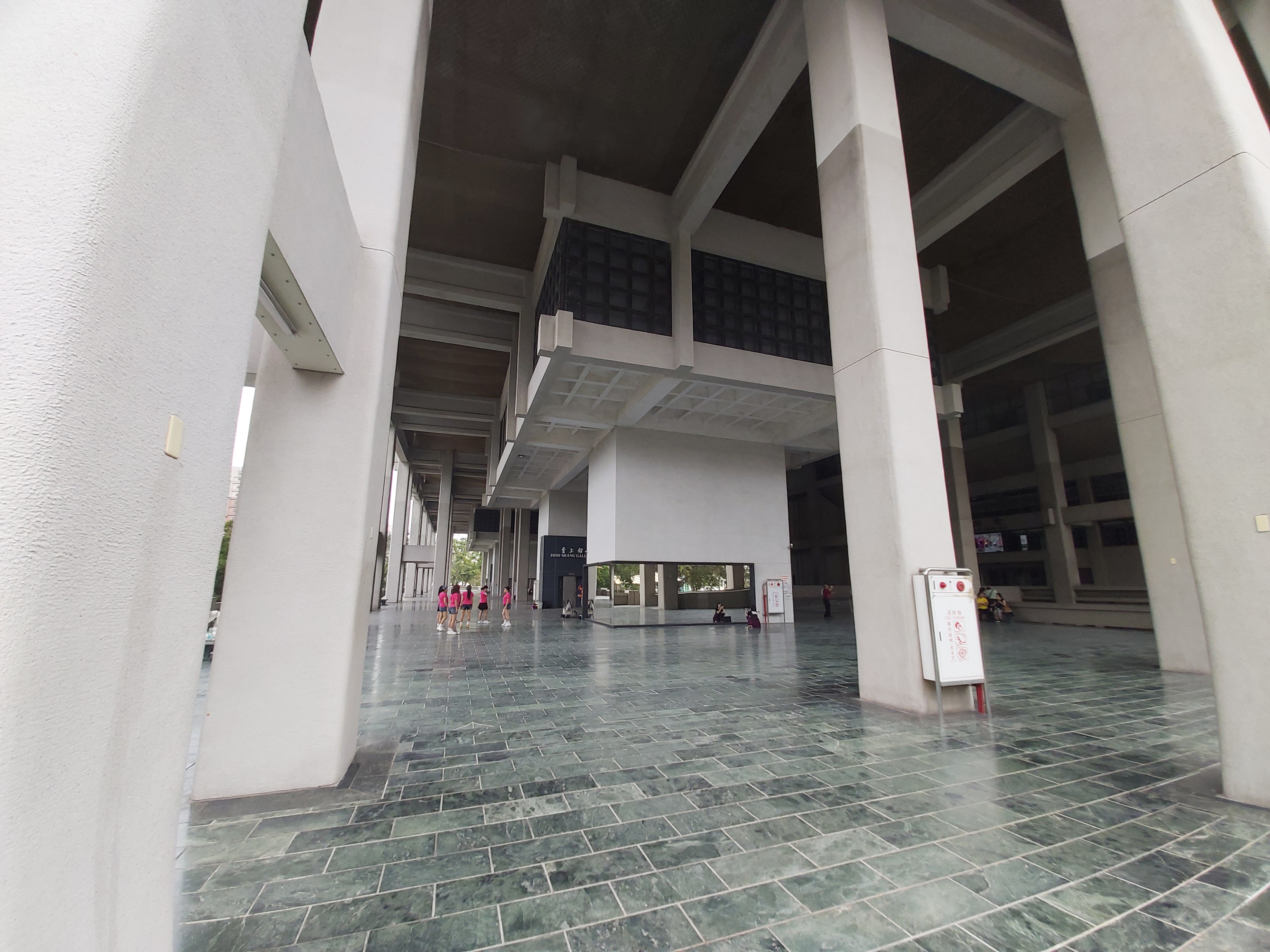
至上館入口前的開放空間

此外大廳為挑高開放性空間，通往「至德堂」、「至善廳」、「至高館」、「至上館」入口，大廳空間也設置大面舞鏡，常見有學生在此練舞。

#### 藝文空間
館內設有2個展演廳作為音樂、戲劇或舞蹈等表演藝術節目演出使用，「至德堂」可容納1702人，在衛武營國家藝術文化中心落成前，為台灣南部最具規模的主要藝文演出場地；而「至善廳」則可容納483人。

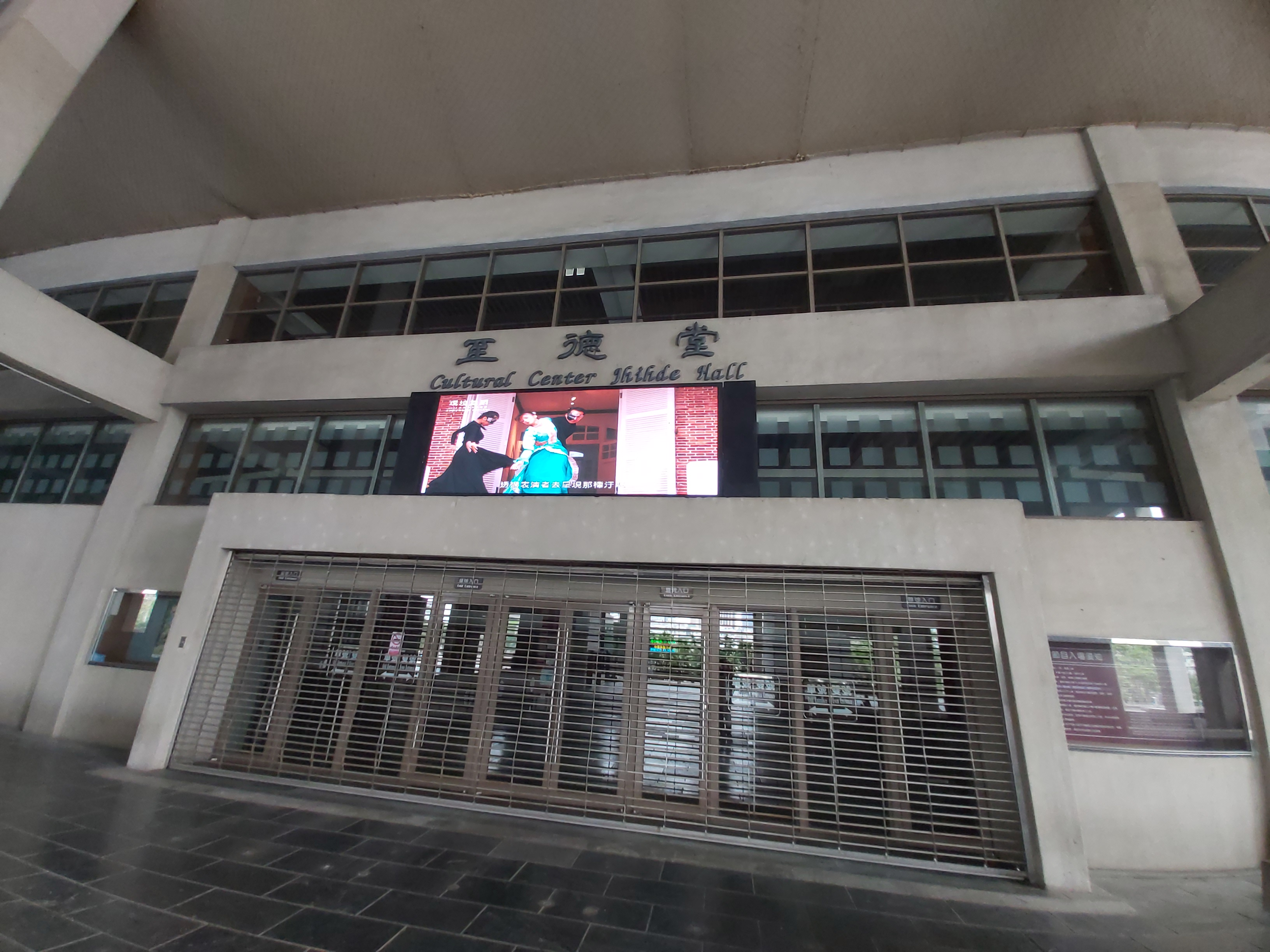
至德堂
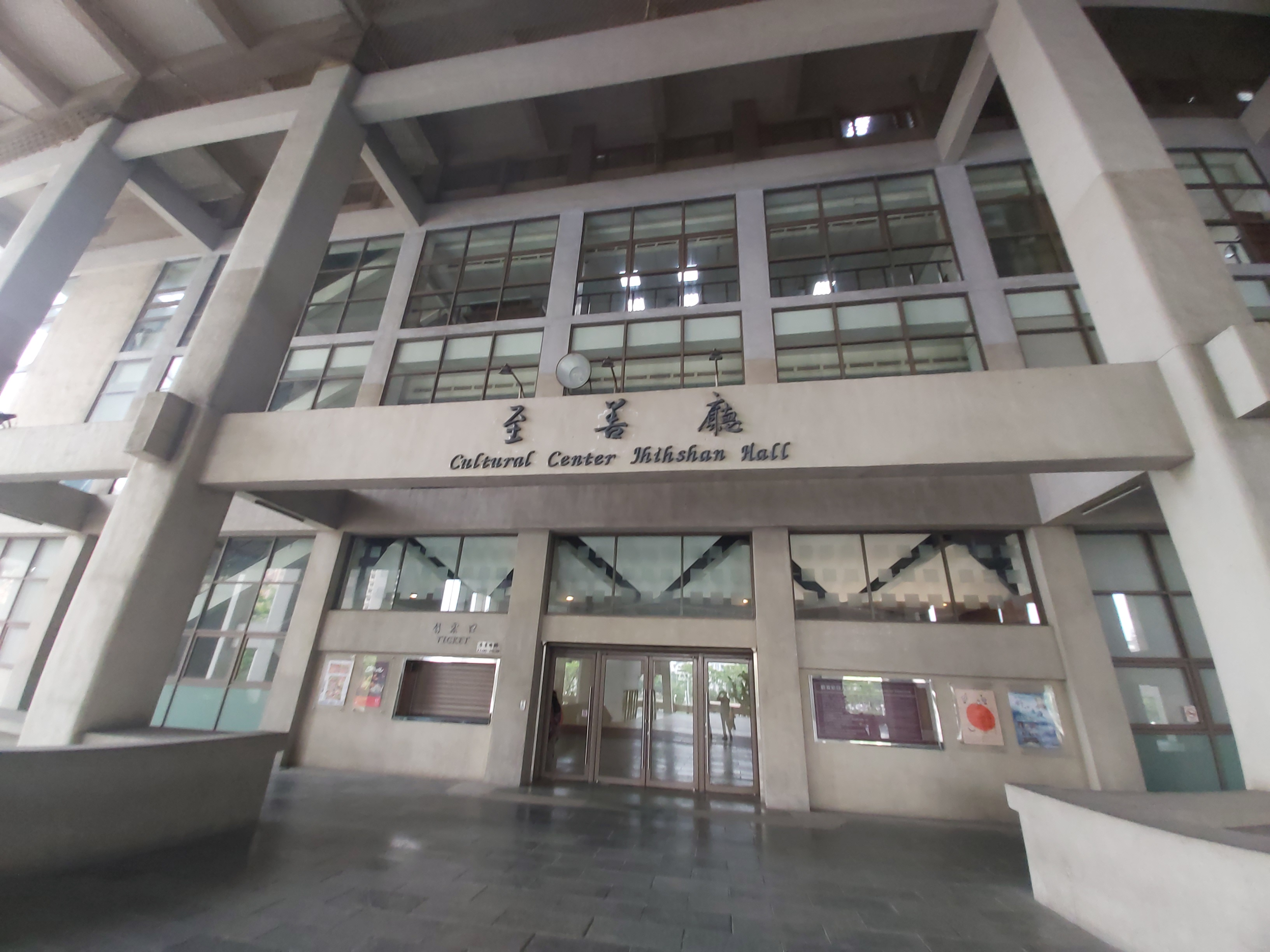
至善廳
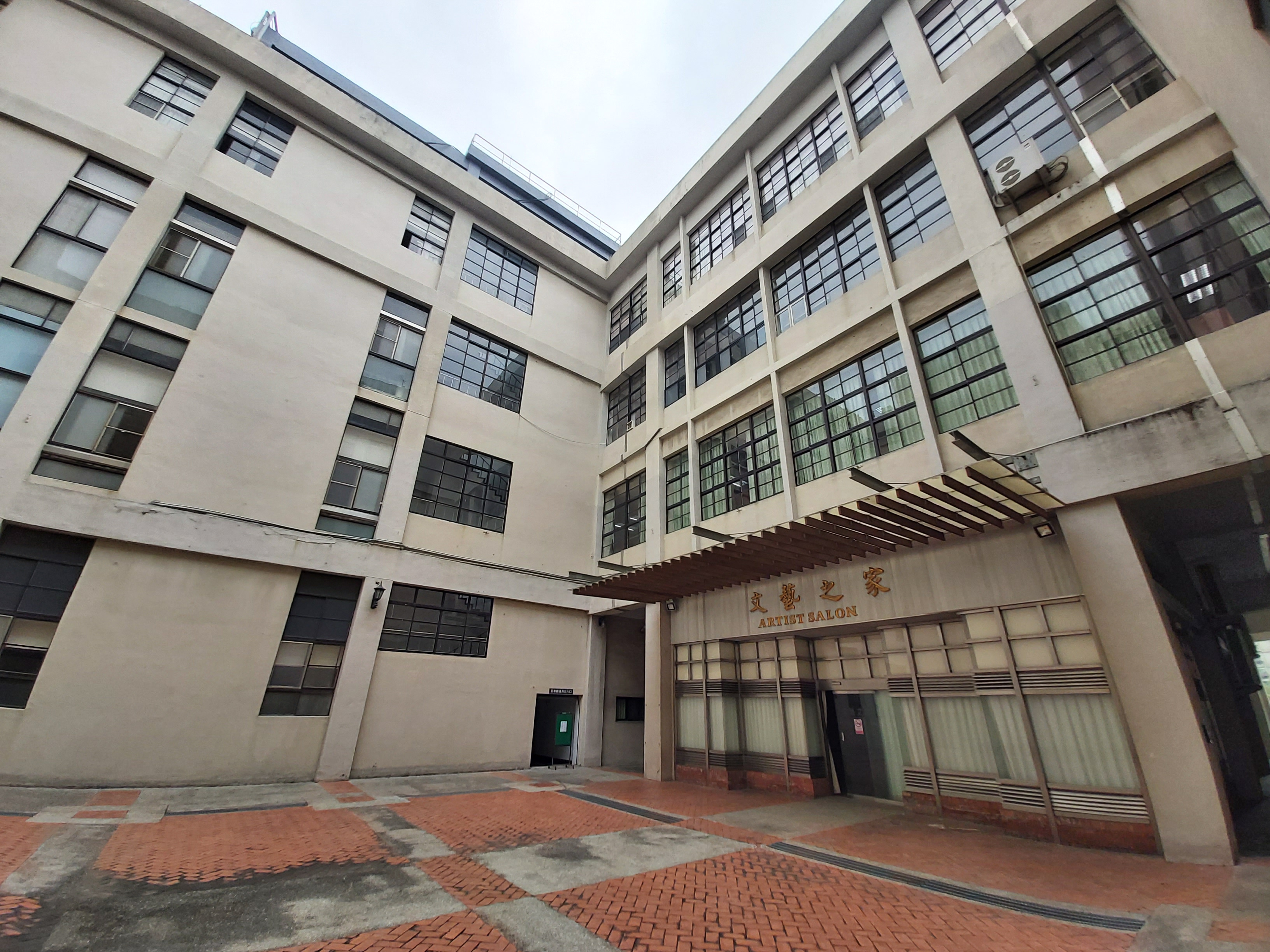
文藝之家

除此還有位在大廳兩側上方原為文物陳列室的「至高館」、「至上館」及地面層的「至真堂」（一、二、三館）、「至美軒」、「雅軒」等美術展覽室，是此地藝術家及學生的展覽舞台。

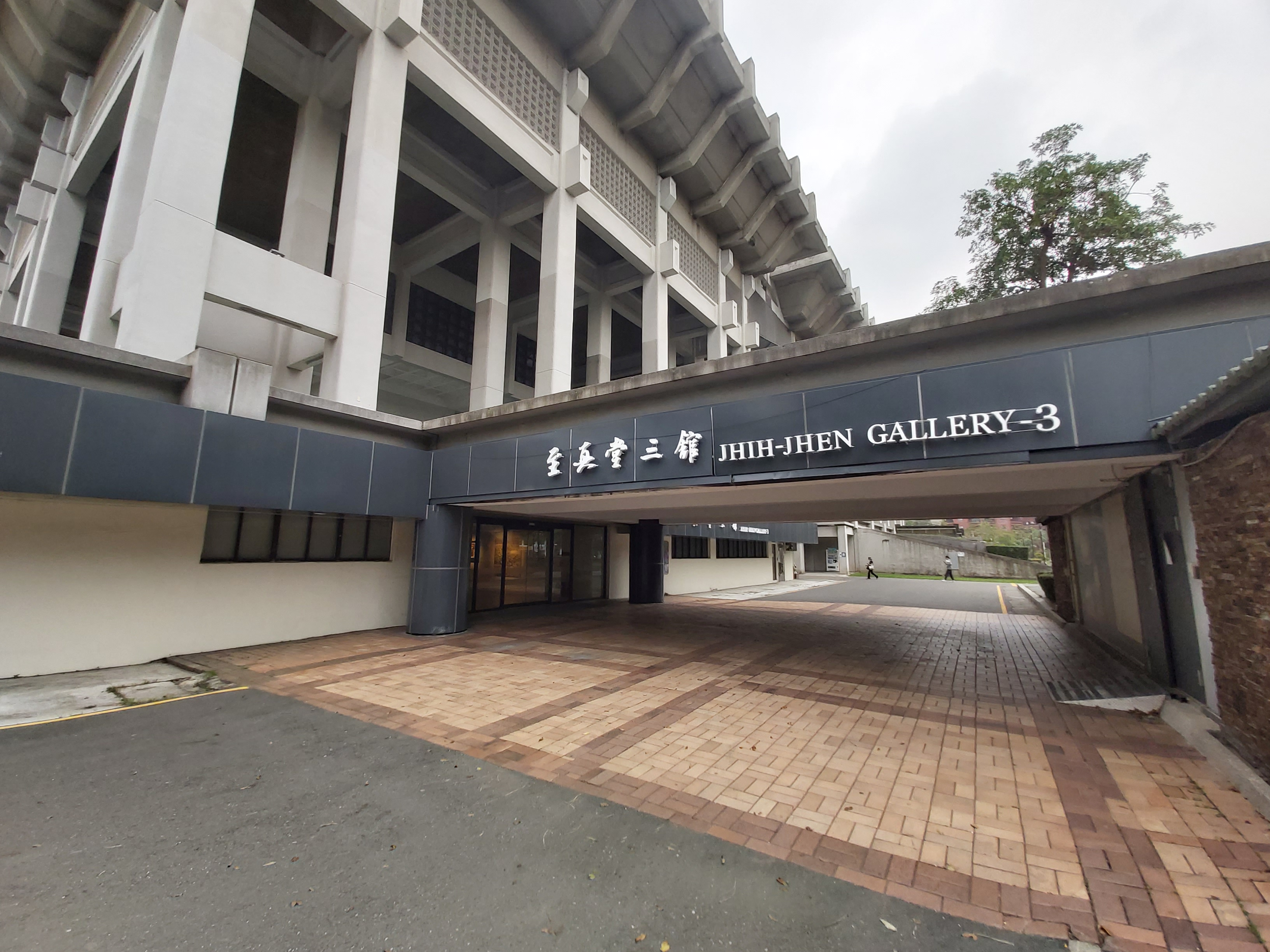
至真堂三館
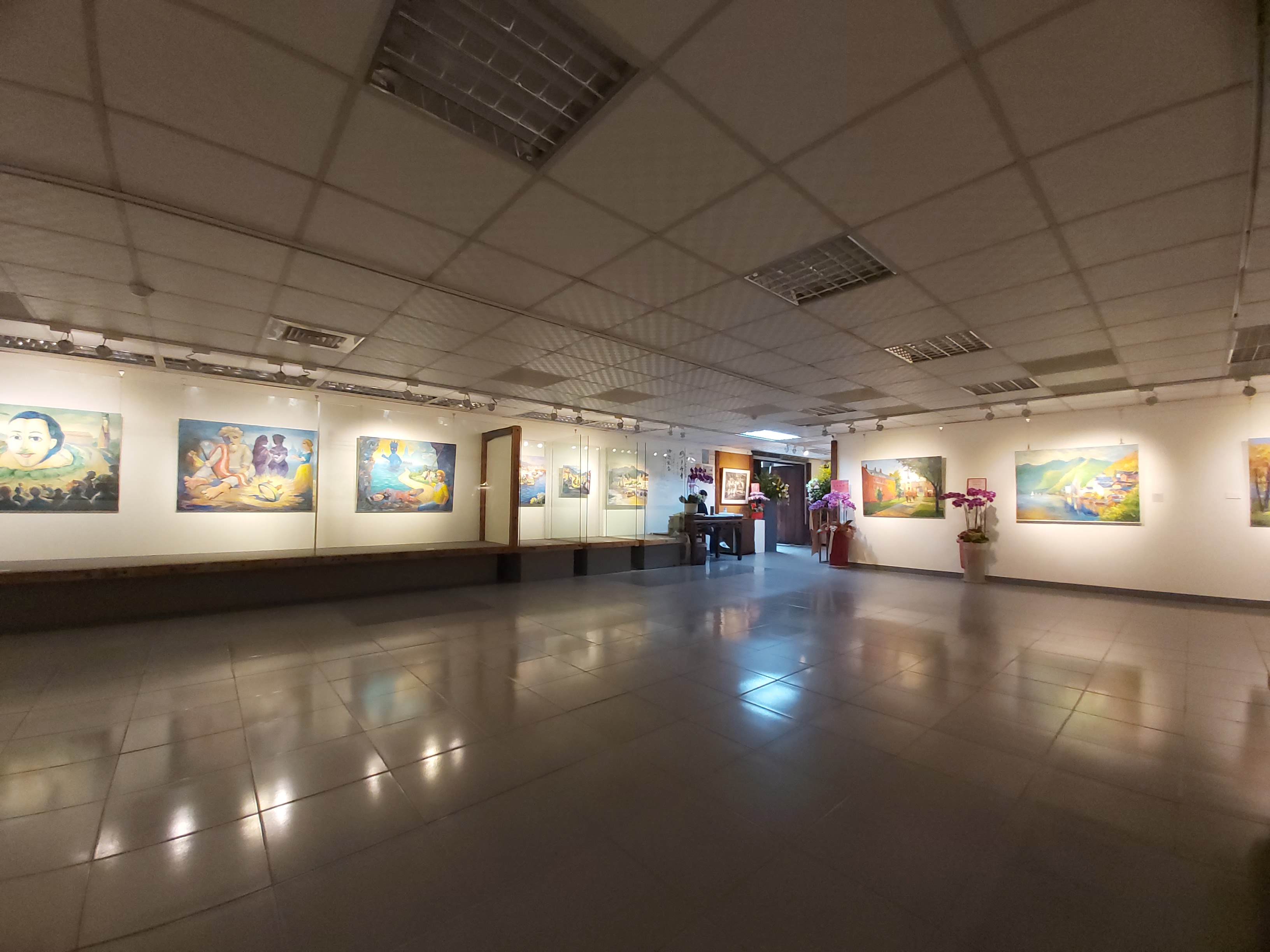
雅軒
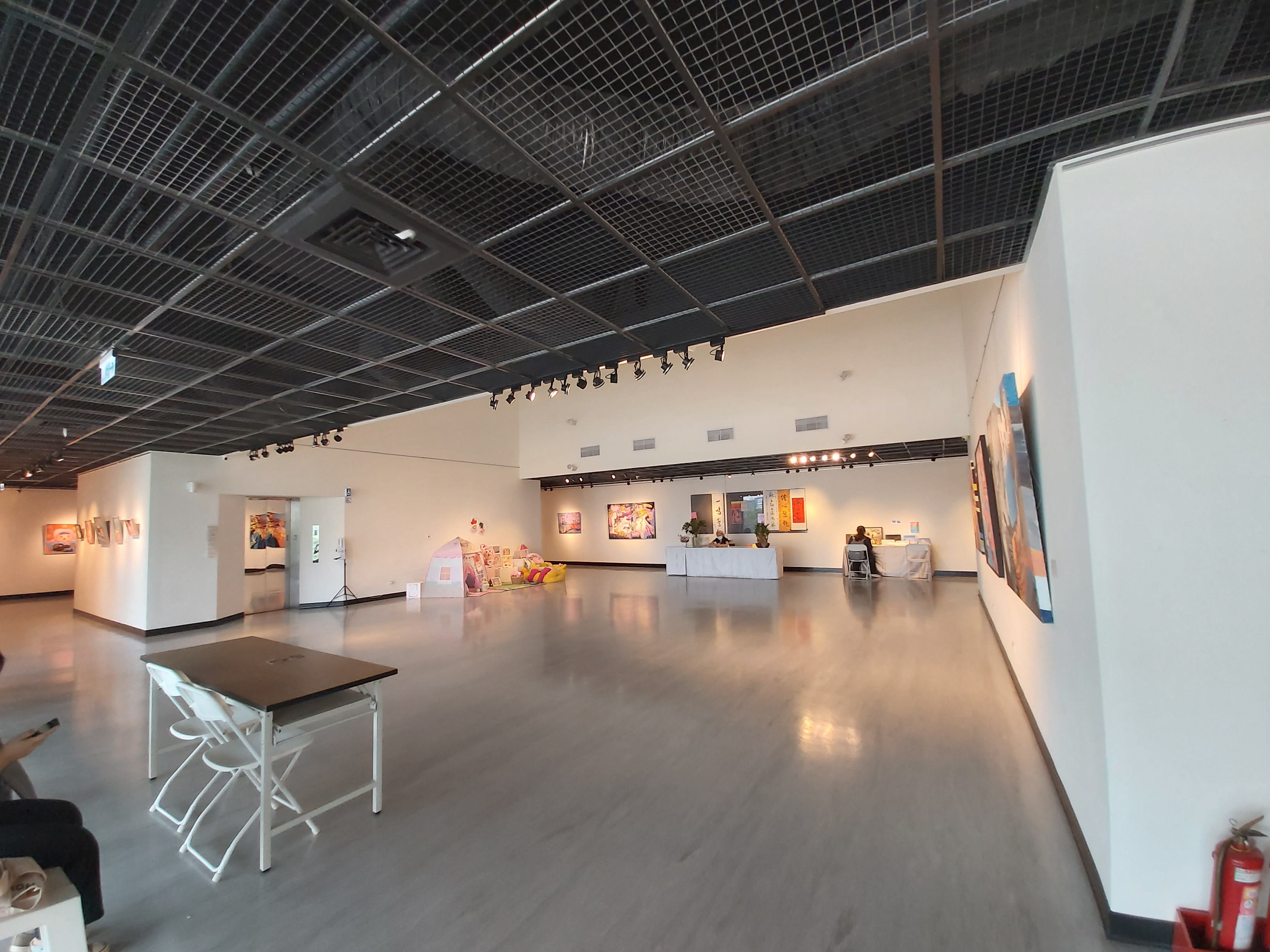
至上館

經建築物中間穿堂到後方則有供文藝團體辦理活動的「文藝之家」。此外至善廳入口同時也是通往文化局辦公空間的動線。

#### 圖書館

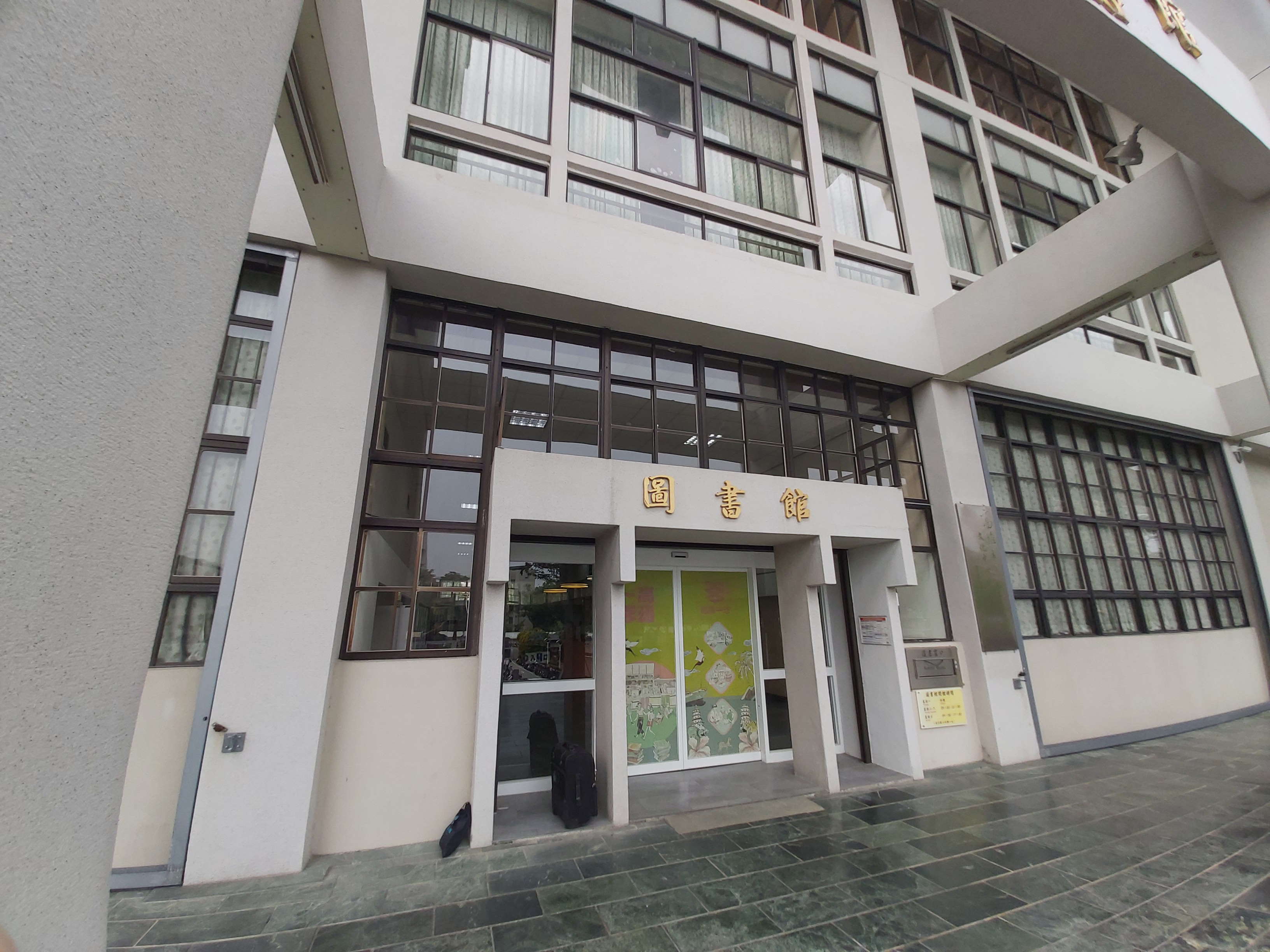
圖書館

高雄市文化中心與臺灣其他縣市文化中心相同皆設有圖書館，於1981年落成即設立，為文化中心管理處轄下的公共圖書館，由管理處圖書組營運管理；但不同於當時各縣市文化中心如雨後春筍般成立的模式，是以縣市立圖書館編制為基礎改制為文化中心的做法，高雄市中正文化中心圖書館及高雄市立圖書館2所獨立編制的公共圖書館，使得高雄市成為台灣唯一同時設有2所縣市立公共圖書館編制的縣市。2010年12月高雄市縣合併後，併入高雄市立圖書館，成為其轄下「高雄市文化中心分館」。
圖書館位於主體建築之東南隅五層空間（含1至4樓及地面層），使用面積約963.1坪，設有獨立出入口並面對高師大大門，其入口大廳及中央櫃台設置於1樓（建築體實際上的2樓），除了供公眾閱覽之館藏，基於所處文化中心的角色，圖書館以表演藝術作為其特色館藏，1998年7月於4樓成立「音樂資訊館」，2006年6月更名為「表演藝術資訊館」，典藏表演藝術手稿、樂譜等館藏。

### 其他設施

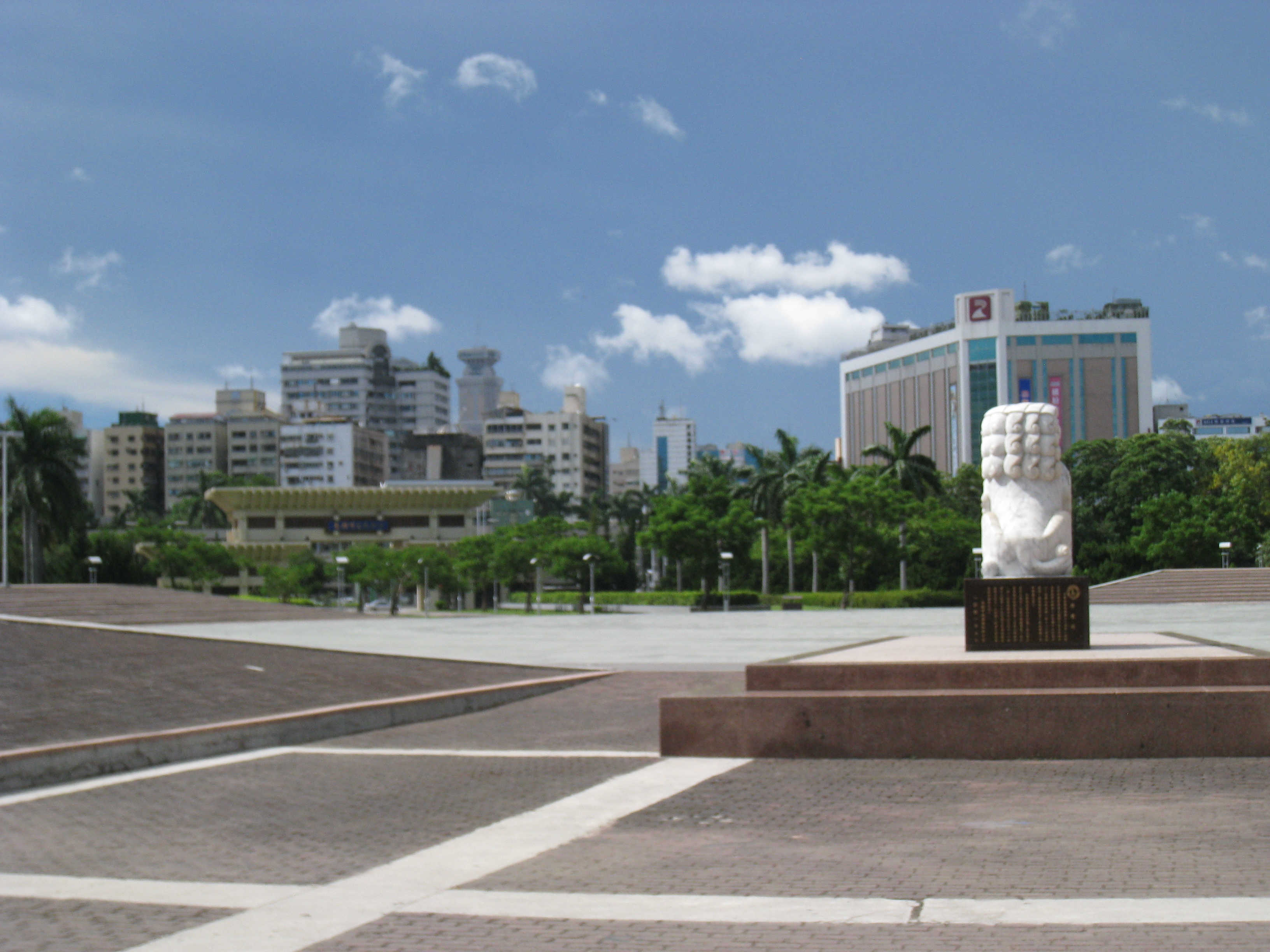
廣場。

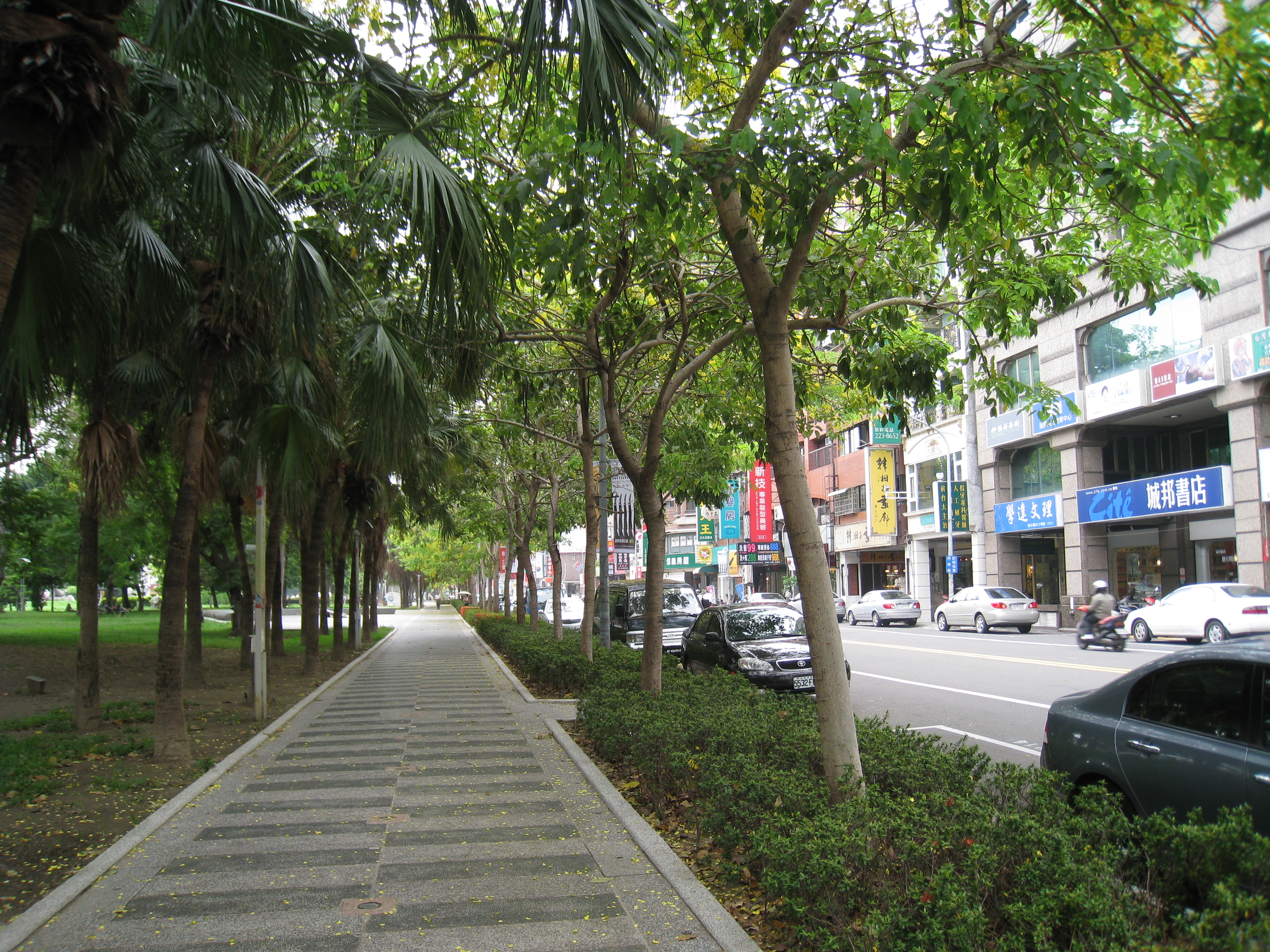
廣州街側的人行道。

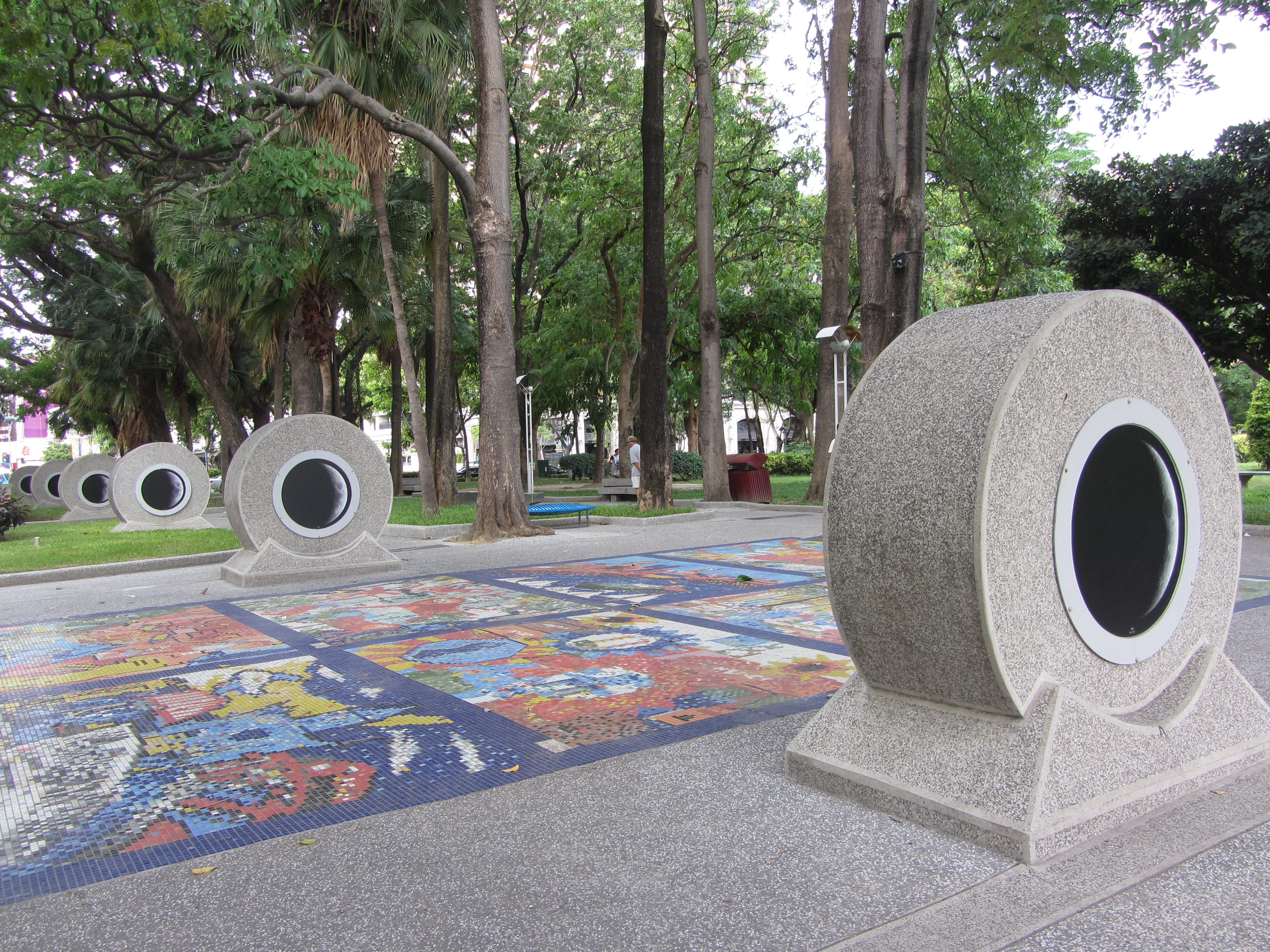
石鼓

五福路大門入口設有一牌樓，同為主建築的粗野主義中式建築式樣，牌樓雙面各有一藍底牌匾，原為右書「中正文化中心」字樣，2007年3月13日配合文化中心正名卸牌，3月23日改掛左書銅字「高雄市文化中心」，為書法家李俊輝先生所書。
在主建築與正門之間有圓形露天廣場，曾於2004年進行整體環境整建，四周則以圓形廣場及主建築為中心朝四方位分為四大塊綠地，是自由的活動場地。在建築後方則設有地下停車場，是1990年代後才挖設的。
文化中心的外圍原本以圍牆與外圍人行道相隔，配合沿線圓形石鼓，圍牆以弧形金屬欄杆設計。2002年時，市政府將正門整修成為「市民藝術大道」，同時拆除了一部分圍牆，之後逐年將四周圍牆拆除，並且重新鋪設人行道，而原本欄杆之間的石鼓經過重新設計，搭配當季藝文活動不定期更換圓形燈片。

## 活動
除了展覽及表演外，文化中心也是一些節慶活動的舉辦地點。文化中心在2000年以前曾是高雄燈會的所在地，之後移往愛河；2002年曾為高雄市城市雙年展鋼雕藝術節的首屆舉辦地點，鋼雕作品至今已融入園區景觀；高雄市跨年晚會也曾於文化中心舉辦，近年則移往其他新的活動地點；文化中心也曾為金馬獎、金曲獎頒獎典禮會場。
高雄地區選舉候選人號次抽籤，迄今長期於文化中心至善廳舉行；此外高雄市每年國慶活動及煙火也在此舉辦，其中1997年發生煙火未爆彈意外，隔年開始取消煙火施放並改以其他活動代替，迄今皆以文化中心為主要場地。而高雄市的各類遊行活動也常見於文化中心舉辦，作為活動主場或出發起訖點。
而自2006年6月開始，每個週末在文化中心有藝術市集，供手工藝品設攤或街頭藝人表演。

## 頒獎典禮
- 金馬獎頒獎典禮：
  - 第18屆
  - 第20屆
  - 第22屆
  - 第33屆
  - 第39屆

- 金曲獎頒獎典禮：
  - 第12屆
  - 第13屆
  - 第16屆

## 交通
高雄市公車在文化中心的五福一路及和平一路兩面設有公車站，附近也有高雄捷運橘線設站。

### 高雄捷運
- 橘線： 文化中心站
- 環狀輕軌： 凱旋公園站

### 公車資訊
公車路線：11、50五福幹線、52、72、76、77昌福幹線、82、90民族幹線、168東、168東區間、168西、168西區間、248 、紅21、8001、8503路線。

### 公共自行車
- 高雄市公共自行車租賃系統：
  - 高雄市文化中心(廣州一街)：廣州一街/青年一路口
  - 高雄市文化中心(和平一路)：和平一路116號(校門對面)
  - 和平五福一路口：和平一路/五福一路口(東南側)
  - 高雄師範大學(學生宿舍)：和平一路116號(學生宿舍前人行道)

## 外部連結
- 高雄市政府文化局 （页面存档备份，存于）
- 高雄市文化中心分館基本資料介紹 （页面存档备份，存于）
- 高雄市立圖書館-高雄市文化中心分館  痞客邦 （页面存档备份，存于）
- 高雄市立圖書館-高雄市文化中心分館的Facebook專頁